# 高涌泉
高涌泉（1956年6月16日—），台灣理論物理學家。退休後現擔任國立台灣大學物理學系兼任教授，研究領域是場論及粒子物理。致力於台灣科學教育，主持策劃許多科普演講。

## 簡歷
1978年於國立台灣大學物理學系畢業。其後赴美留學，於加州大學柏克萊分校跟隨鈴木真彥（Mahiko Suzuki）研究粒子物理，於1985年取得博士學位。自1991年起於國立台灣大學物理學系任教，2014年8月起擔任國立臺灣大學科學教育發展中心主任。多年來從事科普寫作，投注心力於台灣科學教育。部分文章收錄於其個人散文集「另一種鼓聲」、「武士與旅人」、「非物理不可」及「那些類似真理的東西：科學、科學家、科學思想(Things That Resemble Truth: Science, Scientists, and Scientific Thought)」。

## 研究
- 量子場論
- 弦論

## 著作

### 書籍
- 《那些類似真理的東西：科學、科學家、科學思想(Things That Resemble Truth: Science, Scientists, and Scientific Thought)》
- 《另一種鼓聲─科學筆記》
- 《武士與旅人─續科學筆記》'
- 《非物理不可》